# 10nen zakura
10nen zakura (10年桜?, Jūnenzakura) è un brano musicale del gruppo di idol giapponesi AKB48, pubblicato come loro undicesimo singolo il 4 marzo 2009. Il singolo è arrivato alla terza posizione della classifica dei singoli più venduti della settimana Oricon.

## Tracce
CD singolo
1. 10nen zakura (10年桜?)
2. Sakurairo no sora no shita de (桜色の空の下で?)
3. 10nen zakura (off vocal ver.)
4. Sakurairo no sora no shita de! (off vocal ver.)

Durata totale: 19:11

## Classifiche
| Classifica (2009)                 | Posizione più alta |
| --------------------------------- | ------------------ |
| Billboard Billboard Japan Hot 100 | 13                 |
| Oricon weekly singles             | 3                  |